# هانس لانغسدورف
هانس فيلهلم لانغسدورف (بالألمانية: Hans Wilhelm Langsdorff)‏ ـ (20 مارس 1894 - 20 ديسمبر 1939) ضابط بحرية ألماني، اشتهر لقيادته الطراد الألماني الثقيل «أميرال غراف شبي» في معركة نهر لابلاتا.